# Milano odia: la polizia non può sparare
Milano odia: la polizia non può sparare är en italiensk poliziottescofilm från 1974 i regi av Umberto Lenzi.

## Rollista i urval
- Tomas Milian - Giulio Sacchi
- Henry Silva - kommissarie Grandi
- Laura Belli - Marilù Porrino
- Anita Strindberg - Ione Tucci
- Guido Alberti - Porrino
- Ray Lovelock - Carmine
- Gino Santercole - Vittorio
- Luciano Catenacci - Ugo Maione